# Lista de presidentes da Câmara Municipal de Salvador
Esta é a lista de presidentes da Câmara Municipal de Salvador.
| N.º | Vereador                     | Imagem                                       | Partido                                          | Início do mandato      | Fim do mandato                              | Prefeito | Notas                                                                                     |
| --- | ---------------------------- | -------------------------------------------- | ------------------------------------------------ | ---------------------- | ------------------------------------------- | --- | ----------------------------------------------------------------------------------------- |
| 1°  | Augusto Guimarães            |                                              |                                                  | 1890                   | 1891                                        | |                                                                                           |
| 2°  | Freire Filho                 |                                              |                                                  | 1892                   | 1895                                        | José Luís de Almeida Couto (PL) |                                                                                           |
| 2°  | Freire Filho                 | João Agripino Dória (PRFB)                   |                                                  | 1892                   | 1895                                        | |                                                                                           |
| 2°  | Freire Filho                 | Eduardo Freire (PMB)                         |                                                  | 1892                   | 1895                                        | |                                                                                           |
| 3°  | Afonso Maciel                |                                              |                                                  | 1896                   | 1897                                        | |                                                                                           |
| 3°  | Afonso Maciel                | Afonso Glicério Maciel (PRP)                 |                                                  | 1896                   | 1897                                        | |                                                                                           |
| 3°  | Afonso Maciel                | Francisco de Paula Guimarães (PRFB)          |                                                  | 1896                   | 1897                                        | |                                                                                           |
| 4°  | Manuel de Assis Souza        |                                              |                                                  | 1897                   | 1899                                        | |                                                                                           |
| 4°  | Manuel de Assis Souza        | Manuel de Sousa (PRF)                        |                                                  | 1897                   | 1899                                        | |                                                                                           |
| 4°  | Manuel de Assis Souza        | Francisco de Paula Guimarães (PRFB)          |                                                  | 1897                   | 1899                                        | |                                                                                           |
| 4°  | Manuel de Assis Souza        | Manuel de Sousa (PRF)                        |                                                  | 1897                   | 1899                                        | |                                                                                           |
| 4°  | Manuel de Assis Souza        | Francisco de Paula Guimarães (PRFB)          |                                                  | 1897                   | 1899                                        | |                                                                                           |
| 4°  | Manuel de Assis Souza        | Antônio Victório de Araújo Falcão (PRP)      |                                                  | 1897                   | 1899                                        | |                                                                                           |
| 5°  | João Fernandes               |                                              |                                                  | 1900                   | 1903                                        | José Eduardo Freire de Carvalho Filho (PSN) |                                                                                           |
| 6°  | Leopoldino Tantú             |                                              |                                                  | 1904                   | 1907                                        | Antônio Victório de Araújo Falcão (PMB) |                                                                                           |
| 6°  | Leopoldino Tantú             | Alfredo Ferreira de Barros (PSN)             |                                                  | 1904                   | 1907                                        | |                                                                                           |
| 6°  | Leopoldino Tantú             | Antônio Victório de Araújo Falcão (PRC)      |                                                  | 1904                   | 1907                                        | |                                                                                           |
| 7°  | Freire de Carvalho           |                                              |                                                  | 1908                   | 1911                                        | Antônio Carneiro da Rocha (PRC) |                                                                                           |
| 8°  | Mons. Gonçalves Cruz         |                                              |                                                  | 1912                   | 1923                                        | Antônio Carneiro da Rocha (PRC) |                                                                                           |
| 8°  | Mons. Gonçalves Cruz         | Júlio Viveiros Brandão (PRD)                 |                                                  | 1912                   | 1923                                        | |                                                                                           |
| 8°  | Mons. Gonçalves Cruz         | João de Azevedo Fernandes (PRC)              |                                                  | 1912                   | 1923                                        | |                                                                                           |
| 8°  | Mons. Gonçalves Cruz         | Antônio Pacheco Mendes (PRD)                 |                                                  | 1912                   | 1923                                        | |                                                                                           |
| 8°  | Mons. Gonçalves Cruz         | João Propício Carneiro (PRD)                 |                                                  | 1912                   | 1923                                        | |                                                                                           |
| 8°  | Mons. Gonçalves Cruz         | José Leal (PRC)                              |                                                  | 1912                   | 1923                                        | |                                                                                           |
| 8°  | Mons. Gonçalves Cruz         | Manoel Duarte de Oliveira (PRC)              |                                                  | 1912                   | 1923                                        | |                                                                                           |
| 8°  | Mons. Gonçalves Cruz         | Epaminondas Torres (PRD)                     |                                                  | 1912                   | 1923                                        | |                                                                                           |
| 9°  | Leopoldino Tantú             |                                              |                                                  | 1924                   | 1926                                        | |                                                                                           |
| 9°  | Leopoldino Tantú             | Joaquim Wanderley de Araújo Pinho (CRB)      |                                                  | 1924                   | 1926                                        | |                                                                                           |
| 10° | Francisco Elói Paraíso Jorge |                                              |                                                  | 1926                   | 1927                                        | - |                                                                                           |
| 11° | Mário Afrânio Peixoto        |                                              |                                                  | 1928                   | 1930                                        | Francisco Gomes Magarão Ribeiro (PRB) |                                                                                           |
| 11° | Mário Afrânio Peixoto        | Francisco de Sousa (PRB)                     |                                                  | 1928                   | 1930                                        | |                                                                                           |
| 11° | Mário Afrânio Peixoto        | Tirso Simões de Paiva (PRB)                  |                                                  | 1928                   | 1930                                        | |                                                                                           |
| 11° | Mário Afrânio Peixoto        | Leopoldo Amaral (AL)                         |                                                  | 1928                   | 1930                                        | |                                                                                           |
| 12° | Bezerra Lopes                |                                              |                                                  | 1935                   | 1937                                        | José Americano da Costa (PSD) |                                                                                           |
| 12° | Bezerra Lopes                | Antônio Bezerra Rodrigues Lopes (PPB)        |                                                  | 1935                   | 1937                                        | |                                                                                           |
| 12° | Bezerra Lopes                | Severino Prestes Filho (PPB)                 |                                                  | 1935                   | 1937                                        | |                                                                                           |
| 13° | Arnaldo da Silveira          |                                              |                                                  | 1947                   | 1950                                        | Helenauro Sampaio (PSD) |                                                                                           |
| 13° | Arnaldo da Silveira          | José Wanderley Pinho (UDN)                   |                                                  | 1947                   | 1950                                        | |                                                                                           |
| 14° | Antônio Muniz                |                                              |                                                  | 1951                   | 1954                                        | Osvaldo Veloso Gordilho (PSD) |                                                                                           |
| 14° | Antônio Muniz                | Aristóteles Góes (PR)                        |                                                  | 1951                   | 1954                                        | |                                                                                           |
| 15° | Heitor Dias                  |                                              | União Democrática Nacional UDN                   | 1955                   | 1958                                        | Hélio Ferreira (PDC) |                                                                                           |
| 16° | Jaime Loureiro               |                                              |                                                  | 1959                   | 1962                                        | Hélio Ferreira (PDC) |                                                                                           |
| 16° | Jaime Loureiro               | Heitor Dias (UDN)                            |                                                  | 1959                   | 1962                                        | |                                                                                           |
| 17° | Antonino Casaes              |                                              |                                                  | 1963                   | 1966                                        | |                                                                                           |
| 17° | Antonino Casaes              | Virgildásio de Senna (PTB)                   |                                                  | 1963                   | 1966                                        | |                                                                                           |
| 17° | Antonino Casaes              | Nelson de Sousa (ARENA)                      |                                                  | 1963                   | 1966                                        | |                                                                                           |
| 18° | Paulo de M. Dantas           |                                              | Aliança Renovadora Nacional ARENA                | 1967                   | 1968                                        | Antônio Carlos Magalhães (ARENA) | eleito presidente para o biênio 1967-1968                                                 |
| 19° | Adroaldo Albergaria          |                                              | Aliança Renovadora Nacional ARENA                | 1969                   | 1970                                        | Antônio Carlos Magalhães (ARENA) | eleito presidente para o biênio 1969-1970                                                 |
| 20° | Jaime Loureiro               |                                              | Aliança Renovadora Nacional ARENA                | 1971                   | 1972                                        | Clériston Andrade (ARENA) | eleito presidente para o biênio 1971-1972                                                 |
| 21° | Claudionor Nuno              |                                              | Aliança Renovadora Nacional ARENA                | 1973                   | 1974                                        | Clériston Andrade (ARENA) | eleito presidente para o biênio 1973-1974                                                 |
| 22° | Castelo Branco               |                                              | Aliança Renovadora Nacional ARENA                | 1975                   | 1976                                        | Jorge Hage (ARENA) | eleito presidente para o biênio 1975-1976                                                 |
| 23° | Raimundo Urbano              |                                              |                                                  | 1977                   | 1978                                        | Jorge Hage (ARENA) |                                                                                           |
| 23° | Raimundo Urbano              | Fernando Magalhães (ARENA)                   | eleito presidente para o biênio 1977-1978        | 1977                   | 1978                                        | |                                                                                           |
| 23° | Raimundo Urbano              | Edvaldo Brito (PTB)                          | eleito presidente para o biênio 1977-1978        | 1977                   | 1978                                        | |                                                                                           |
| 24° | Cícero Villas Boas           |                                              |                                                  | 1979                   | 1980                                        | |                                                                                           |
| 24° | Cícero Villas Boas           | Mário Kertész (ARENA)                        | eleito presidente para o biênio 1979-1980        | 1979                   | 1980                                        | |                                                                                           |
| 25° | Afonso Barbuda               | Mário Kertész (ARENA)                        |                                                  |                        | 1981                                        | 1982 |                                                                                           |
| 25° | Afonso Barbuda               | Renan Baleeiro (PDS)                         | eleito presidente para o biênio 1981-1982        |                        | 1981                                        | 1982 |                                                                                           |
| 26° | Ignácio Gomes                |                                              |                                                  | 1983                   | 1984                                        | Manoel Figueiredo Castro (PDS) | eleito presidente para o biênio 1983-1984                                                 |
| 27° | Ib Matos                     |                                              |                                                  | 1985                   | 1986                                        | Mário Kertész (PMDB) | eleito presidente para o biênio 1985-1986                                                 |
| 28° | Ednaldo Santos               |                                              | Partido do Movimento Democrático Brasileiro PMDB | 1987                   | 1988                                        | Mário Kertész (PMDB) | eleito presidente para o biênio 1987-1988                                                 |
| 29° | Osório Villas Boas           |                                              | Partido Democrático Social PDS                   | 1989                   | 1990                                        | Fernando José (PRN) | eleito presidente para o biênio 1989-1990                                                 |
| 29° | Osório Villas Boas           | 1991                                         | Partido Democrático Social PDS                   | 1992                   | eleito presidente para o biênio 1991-1992   | Fernando José (PRN) |                                                                                           |
| 30° | Pedro Godinho                |                                              | Partido da Frente Liberal PFL                    | 1993                   | 1994                                        | Lídice da Mata (PSDB) | eleito presidente para o biênio 1993-1994                                                 |
| 31° | Bacelar                      |                                              | Partido do Movimento Democrático Brasileiro PMDB | 1995                   | 1996                                        | Lídice da Mata (PSDB) | eleito presidente para o biênio 1995-1996                                                 |
| 32° | Gilberto José                |                                              | Partido Trabalhista Brasileiro PTB               | 1997                   | 1998                                        | Antônio Imbassahy (PFL) | eleito presidente para o biênio 1997-1998                                                 |
| 32° | Gilberto José                | 1999                                         | Partido Trabalhista Brasileiro PTB               | 2000                   | eleito presidente para o biênio 1999-2000   | Antônio Imbassahy (PFL) |                                                                                           |
| 33° | Emmerson José                |                                              | Partido da Frente Liberal PFL                    | 2001                   | 2002                                        | Antônio Imbassahy (PFL) | eleito presidente para o biênio 2001-2002                                                 |
| 33° | Emmerson José                | 2003                                         | Partido da Frente Liberal PFL                    | 2004                   | eleito presidente para o biênio 2003-2004   | Antônio Imbassahy (PFL) |                                                                                           |
| 34° | Valdenor Moreira Cardoso     |                                              | Partido Trabalhista Cristão PTC                  | 2005                   | 2006                                        | João Henrique Carneiro (PDT) | eleito presidente para o biênio 2005-2006                                                 |
| 34° | Valdenor Moreira Cardoso     | 2007                                         | Partido Trabalhista Cristão PTC                  | 2008                   | eleito presidente para o biênio 2007-2008   | João Henrique Carneiro (PDT) |                                                                                           |
| 35° | Alfredo Mangueira            |                                              | Partido do Movimento Democrático Brasileiro PMDB | 2 de janeiro de 2009   | 9 de janeiro de 2009                        | João Henrique Carneiro (PMDB) |                                                                                           |
| 36° | Alan Sanches                 |                                              | Partido do Movimento Democrático Brasileiro PMDB | 2 de fevereiro de 2009 | Dezembro de 2010                            | João Henrique Carneiro (PMDB) | eleito presidente para o biênio 2009-2010                                                 |
| 37° | Pedro Godinho                |                                              | Partido do Movimento Democrático Brasileiro PMDB | 2011                   | 2012                                        | João Henrique Carneiro (PMDB) | eleito presidente para o biênio 2011-2012                                                 |
| 38° | Paulo Câmara                 |                                              | Partido da Social Democracia Brasileira PSDB     | 2013                   | 2014                                        | ACM Neto (DEM) | eleito presidente para o biênio 2013-2014                                                 |
| 38° | Paulo Câmara                 | 2015                                         | Partido da Social Democracia Brasileira PSDB     | 2016                   | reeleito presidente para o biênio 2015-2016 | ACM Neto (DEM) |                                                                                           |
| 39° | Léo Prates                   |                                              | Democratas DEM                                   | 2 de janeiro de 2017   | 2 de janeiro de 2019                        | ACM Neto (DEM) | eleito presidente para o biênio 2017-2018                                                 |
| 40° | Geraldo Júnior               |                                              | Solidariedade                                    | 2 de janeiro de 2019   | 28 de dezembro de 2022                      | ACM Neto (DEM) | eleito presidente para o biênio 2019-2020                                                 |
| 40° | Geraldo Júnior               | Bruno Reis (DEM)                             | Solidariedade                                    | 2 de janeiro de 2019   | 28 de dezembro de 2022                      | reeleito presidente para o período do biênio 2021-2022 |                                                                                           |
| 40° | Geraldo Júnior               | Bruno Reis (DEM)                             | Movimento Democrático Brasileiro MDB             | 2 de janeiro de 2019   | 28 de dezembro de 2022                      | reeleito presidente para o período do biênio 2023-2024 em 29 de março de 2022, entretanto renunciou ao mandato para assumir o cargo de vice-governador da Bahia, eleito em 2022. |                                                                                           |
| 41° | Carlos Muniz                 |                                              | Partido Trabalhista Brasileiro PTB               | 28 de dezembro de 2022 | Atualidade                                  | Bruno Reis (UNIÃO) | 1° vice-presidente eleito para o período do biênio 2023-2024, após a renúncia do titular. |
| 41° | Carlos Muniz                 | Partido da Social Democracia Brasileira PSDB |                                                  | 28 de dezembro de 2022 | Atualidade                                  | Bruno Reis (UNIÃO) | 1° vice-presidente eleito para o período do biênio 2023-2024, após a renúncia do titular. |